# Representació d'un grup de Lie
En matemàtiques i física teòrica, una representació d'un grup de Lie és una acció lineal d'un grup de Lie sobre un espai vectorial. De manera equivalent, una representació és un homomorfisme suau del grup en el grup d'operadors invertibles a l'espai vectorial. Les representacions tenen un paper important en l'estudi de la simetria contínua. Se sap molt sobre aquestes representacions, una eina bàsica en el seu estudi és l'ús de les corresponents representacions "infinitesimals" d'àlgebres de Lie.

Aquí V és un espai vectorial de dimensions finites, GL(V) és el conjunt de totes les transformacions lineals invertibles en V i és la seva àlgebra de Lie. Els mapes π i Π són representacions d'àlgebra de Lie i de grup, respectivament, i exp és la representació exponencial. El diagrama només canvia fins a un signe si Π és projectiu.

## Representacions de dimensions finites

### Representacions
Una representació complexa d'un grup és una acció d'un grup sobre un espai vectorial de dimensions finites sobre el camp {\displaystyle \mathbb {C} }. Una representació del grup de Lie G, actuant sobre un espai vectorial n-dimensional V sobre {\displaystyle \mathbb {C} } és llavors un homomorfisme de grup llis
{\displaystyle \Pi :G\rightarrow \operatorname {GL} (V)}
on {\displaystyle \operatorname {GL} (V)} és el grup lineal general de totes les transformacions lineals invertibles de {\displaystyle V} sota la seva composició. Com que tots els espais n-dimensionals són isomòrfics, el grup {\displaystyle \operatorname {GL} (V)} es pot identificar amb el grup dels invertibles, complexos {\displaystyle n\times n} matrices, called {\displaystyle \operatorname {GL} (n;\mathbb {C} ).} generalment called {\displaystyle \operatorname {GL} (n;\mathbb {C} ).} La suavitat del mapa {\displaystyle \Pi } es pot considerar com un tecnicisme, ja que qualsevol homomorfisme continu serà automàticament suau.

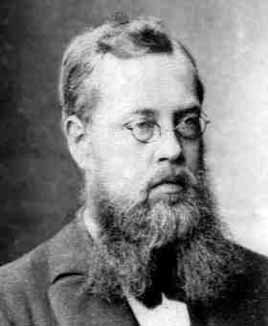
Sophus Lie, el creador de la teoria de Lie. La teoria de les varietats no es va descobrir en temps de Lie, de manera que va treballar localment amb subconjunts de L'estructura s'anomenaria avui grup local.

Alternativament, podem descriure una representació d'un grup de Lie {\displaystyle G} com a acció lineal de {\displaystyle G} en un espai vectorial {\displaystyle V}. Notacionalment, llavors escriurem {\displaystyle g\cdot v} en lloc de {\displaystyle \Pi (g)v} per la manera com un element de grup {\displaystyle g\in G} actua sobre el vector {\displaystyle v\in V}.
Un exemple típic en què sorgeixen representacions en física seria l'estudi d'una equació diferencial parcial lineal amb un grup de simetria {\displaystyle G}. Encara que les solucions individuals de l'equació poden no ser invariants sota l'acció de {\displaystyle G}, l' espai {\displaystyle V} de totes les solucions és invariant sota l'acció de {\displaystyle G}. Així, {\displaystyle V} constitueix una representació de {\displaystyle G}. Veure l'exemple de SO(3), comentat a continuació.

### Definicions bàsiques
Si l'homomorfisme {\displaystyle \Pi } és injectiu (és a dir, un monomorfisme ), es diu que la representació és fidel.
Si s'escull una base per a l'espai vectorial complex V, la representació es pot expressar com un homomorfisme en un grup lineal general {\displaystyle \operatorname {GL} (n;\mathbb {C} )}. Això es coneix com a representació matricial. Dues representacions de G en espais vectorials V, W són equivalents si tenen les mateixes representacions matricials respecte a algunes opcions de bases per a V i W.
Donada una representació {\displaystyle \Pi :G\rightarrow \operatorname {GL} (V)}, diem que un subespai W de V és un subespai invariant si {\displaystyle \Pi (g)w\in W} per a tots {\displaystyle g\in G} i {\displaystyle w\in W}. Es diu que la representació és irreductible si els únics subespais invariants de V són l'espai zero i V mateix. Per a certs tipus de grups de Lie, és a dir, grups compactes i semisimples, cada representació de dimensions finites es descompon com una suma directa de representacions irreductibles, una propietat coneguda com a reductibilitat completa. Per a aquests grups, un objectiu típic de la teoria de la representació és classificar totes les representacions irreductibles de dimensions finites del grup donat, fins a l'isomorfisme. (Vegeu la secció Classificació a continuació).
Una representació unitària en un espai de producte interior de dimensions finites es defineix de la mateixa manera, excepte que {\displaystyle \Pi } cal mapejar al grup d'operadors unitaris. Si G és un grup de Lie compacte, tota representació de dimensions finites és equivalent a una unitària.

### Representacions d'àlgebra de Lie
Cada representació d'un grup de Lie G dóna lloc a una representació de la seva àlgebra de Lie; aquesta correspondència es comenta amb detall en els apartats següents. Vegeu la representació d'àlgebres de Lie per a la teoria de l'àlgebra de Lie.

## Un exemple: el grup de rotació SO(3)
En mecànica quàntica, l'equació de Schrödinger independent del temps, {\displaystyle {\hat {H}}\psi =E\psi } té un paper important. En el cas tridimensional, si {\displaystyle {\hat {H}}} té simetria rotacional, després l'espai {\displaystyle V_{E}} de solucions a {\displaystyle {\hat {H}}\psi =E\psi } serà invariant sota l'acció de SO(3). Així, {\displaystyle V_{E}} will—per cada valor fix de {\displaystyle E} —constitueix una representació de SO(3), que normalment és de dimensions finites. En intentar resoldre {\displaystyle {\hat {H}}\psi =E\psi }, ajuda a saber com són totes les representacions de dimensions finites possibles de SO(3). La teoria de la representació de SO(3) té un paper clau, per exemple, en l'anàlisi matemàtica de l'àtom d'hidrogen.
En mecànica quàntica, l'equació de Schrödinger independent del temps, {\displaystyle {\hat {H}}\psi =E\psi } té un paper important. En el cas tridimensional, si {\displaystyle {\hat {H}}} té simetria rotacional, després l'espai {\displaystyle V_{E}} de solucions a {\displaystyle {\hat {H}}\psi =E\psi } serà invariant sota l'acció de SO(3). Així, {\displaystyle V_{E}} will—per cada valor fix de {\displaystyle E} —constitueix una representació de SO(3), que normalment és de dimensions finites. En intentar resoldre {\displaystyle {\hat {H}}\psi =E\psi }, ajuda a saber com són totes les representacions de dimensions finites possibles de SO(3). La teoria de la representació de SO(3) té un paper clau, per exemple, en l'anàlisi matemàtica de l'àtom d'hidrogen.